# القطع (كعيدنة)

تعديل مصدري - تعديل

القطع هي إحدى قرى عزلة الثلث بمديرية كعيدنة التابعة لمحافظة حجة، بلغ تعداد سكانها 164 نسمة حسب تعداد اليمن لعام 2004.